# Рабоче-коммунистическая партия Боснии и Герцеговины
Рабоче-коммунистическая партия Боснии и Герцеговины (РКП БиГ; сербохорв. Радничко-комунистичка партија Босне и Херцеговине/Radničko-komunistička partija Bosne i Hercegovine, РКП-БиХ/RKP-BiH) — коммунистическая партия, действующая в Боснии и Герцеговине с 2000 года.

## Политическая позиция
В своей деятельности руководствуются марксистской теорией, в идеологическом плане определяется как сторонница демократического самоуправляемого социализма.
Партия принимает многопартийную систему при социализме и считает, что основную роль в процессе принятия политических решений должны иметь граждане независимо от партийной принадлежности, в то время как роль политических партий должна быть радикально сокращена.
Партия позиционирует себя как югославская партия, что означает, что её конечная цель — восстановление югославского федеративного государства в границах до 1991 года. Партия считает, что Югославия не распалась, а была разрушена в результате действий националистических политических движений, которые имели в этом разрушении свои экономические и политические интересы. Партия последовательно противостоит националистическим тенденциям в регионе.
Партия критически относится к опыту социалистических стран, в частности, Югославии времён Тито и СССР. Среди повлиявших на её идеи марксистских теоретиков выделяет Антонио Грамши и Розу Люксембург.
В 2005 году РКП БиГ принимала активное участие в кампании по сбору подписей для запроса в Парламентскую скупщину Боснии и Герцеговины об изменении закона об НДС. Это единственная партия в Боснии и Герцеговине, которая выступает против вступления страны в Европейский союз и НАТО.

## Общеюгославская и международная деятельность
Партия является одним из инициаторов сотрудничества коммунистических и рабочих партий на территории Югославии, тесно сотрудничает с организациями, которые работают во всех югославских республиках. Важной формой такого сотрудничества стала первая конференция югославских коммунистических и рабочих партий, которая была инициирована Рабоче-коммунистической партией Боснии и Герцеговины и которая состоялась в Белграде 26 и 27 марта 2005 года. На конференции был избран руководящий состав организации, во главе которой стоит нынешний председатель Генерального совета партии. Члены партии активно участвуют в деятельности некоторых других совместных проектов югославских коммунистов и других левых радикалов.
РКП БиГ сотрудничает более чем с 80 коммунистическими и левыми социалистическими партиями всего мира. Представители партии неоднократно участвовали (непосредственно или путём отправки своих докладов) во многих международных конференциях — в Афинах, Салониках, Брюсселе, Мексике и других странах. Также представители турецких, греческих, шведских и российских коммунистов и левых социалистов посещали РКП БиГ.
Рабочая коммунистическая партия Боснии и Герцеговины периодически публикует печатное издание «Голос свободы» (Glas slobode). Активисты и сторонники партии участвуют в издании международного марксистского журнала «Novi Plamen» (Новое пламя).